# Lajos Jekelfalussy

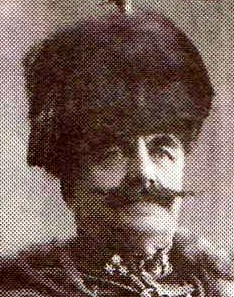
Lajos Jekelfalussy

Lajos Jekelfalussy (Szacsur, 1 oktober 1848 – Boedapest, 1911) was een Hongaars legerofficier die van 1906 tot 1910 minister van Defensie was in de regering-Wekerle II. 
Hij was een kleinzoon van keizerlijk en koninklijk kamerheer József Jekelfalussy, die de oprichting van de Ludovika-academie had ondersteund met 20.000 gulden en die van het Nationaal Museum en het Nationaal Theater met telkens 10.000 gulden. Lajos Jekelfalussy zou zelf hoogleraar worden aan de Ludovika-academie die zijn grootvader had gesteund. Hierna ging hij aan de slag op het ministerie van Defensie. In 1906 werd hij als afgevaardigde van Zólyom in het Huis van Afgevaardigden verkozen voor de Nationale Grondwetpartij.